# Glossolepis ramuensis
Glossolepis ramuensis Allen, 1985 è un pesce d'acqua dolce appartenente alla famiglia Melanotaeniidae.

## Distribuzione e habitat
Questa specie è diffusa nelle acque dolci del fiume Gogol, nella Provincia di Madang in Papua Nuova Guinea.

## Acquariofilia
Diffuso in commercio da pochi decenni, come altre Melanotenie, è tuttavia un ospite apprezzato dagli acquariofili.